# Bahnstrecke Lohr–Wertheim
| Streckennummer (DB): | 5213                          |                                  |                                  |
| Kursbuchstrecke (DB): | 803 (1976) 416f (1946)        |                                  |                                  |
| Streckenlänge: | 37,1 km                       |                                  |                                  |
| Spurweite: | 1435 mm (Normalspur)          |                                  |                                  |
| Streckenklasse: | C4 (Lohr Bahnhof–Lohr Stadt)  |                                  |                                  |
| Maximale Neigung: | 5 ‰                           |                                  |                                  |
| Minimaler Radius: | 264 m                         |                                  |                                  |
| Streckengeschwindigkeit: | 50 km/h                       |                                  |                                  |
| Zugbeeinflussung: | PZB (Lohr Bahnhof–Lohr Stadt) |                                  |                                  |
| |                               |                                  |                                  |
| \| \| \| von Würzburg \| \| \| \| 0,000 \| Lohr Bahnhof \| Lohr Bahnhof \| \| \| \| nach Aschaffenburg \| \| \| \| 1,680 \| Lohr Stadt \| Lohr Stadt \| \| \| 1,852 \| Lohr Stadt (Anst) \| Lohr Stadt (Anst) \| \| \| \| Anschluss Gerresheimer Lohr GmbH \| \| \| \| \| \| \| \| \| 6,000 \| Rodenbach \| Rodenbach \| \| \| 9,550 \| Neustadt (Main) \| Neustadt (Main) \| \| \| 15,230 \| Rothenfels (Unterfr) \| Rothenfels (Unterfr) \| \| \| 17,710 \| Hafenlohr \| Hafenlohr \| \| \| 20,450 \| Marktheidenfeld \| Marktheidenfeld \| \| \| 26,570 \| Lengfurt-Trennfeld \| Lengfurt-Trennfeld \| \| \| 32,200 \| Bettingberg \| Bettingberg \| \| \| 32,300 \| Bettingbergtunnel (730 m) \| Bettingbergtunnel (730 m) \| \| \| 34,500 \| Kreuzwertheim \| Kreuzwertheim \| \| \| 34,900 \| Kaffelsteintunnel (231 m) \| Kaffelsteintunnel (231 m) \| \| \| 35,500 \| Mainbrücke Wertheim (178 m) \| Mainbrücke Wertheim (178 m) \| \| \| 35,600 \| Schlossbergtunnel (626 m) \| Schlossbergtunnel (626 m) \| \| \| \| Tauber \| \| \| \| \| von Lauda \| \| \| \| 37,120 \| Wertheim \| Wertheim \| \| \| \| nach Miltenberg West \| \| \| \| \| \| \| \| Quellen: [1][2][3][4] \| \| \| \| |                               |                                  |                                  |
| Strecke |                               | von Würzburg                     | von Würzburg                     |
| Bahnhof | 0,000                         | Lohr Bahnhof                     | Lohr Bahnhof                     |
| Abzweig geradeaus und nach rechts |                               | nach Aschaffenburg               | nach Aschaffenburg               |
| ehemaliger Bahnhof | 1,680                         | Lohr Stadt                       | Lohr Stadt                       |
| Blockstelle | 1,852                         | Lohr Stadt (Anst)                | Lohr Stadt (Anst)                |
| Abzweig geradeaus und von links |                               | Anschluss Gerresheimer Lohr GmbH | Anschluss Gerresheimer Lohr GmbH |
| |                               |                                  |                                  |
| Bahnhof (Strecke außer Betrieb) | 6,000                         | Rodenbach                        | Rodenbach                        |
| Bahnhof (Strecke außer Betrieb) | 9,550                         | Neustadt (Main)                  | Neustadt (Main)                  |
| Bahnhof (Strecke außer Betrieb) | 15,230                        | Rothenfels (Unterfr)             | Rothenfels (Unterfr)             |
| Bahnhof (Strecke außer Betrieb) | 17,710                        | Hafenlohr                        | Hafenlohr                        |
| Bahnhof (Strecke außer Betrieb) | 20,450                        | Marktheidenfeld                  | Marktheidenfeld                  |
| Bahnhof (Strecke außer Betrieb) | 26,570                        | Lengfurt-Trennfeld               | Lengfurt-Trennfeld               |
| Bahnhof (Strecke außer Betrieb) | 32,200                        | Bettingberg                      | Bettingberg                      |
| Tunnel (Strecke außer Betrieb) | 32,300                        | Bettingbergtunnel (730 m)        | Bettingbergtunnel (730 m)        |
| Haltepunkt / Haltestelle (Strecke außer Betrieb) | 34,500                        | Kreuzwertheim                    | Kreuzwertheim                    |
| Tunnel (Strecke außer Betrieb) | 34,900                        | Kaffelsteintunnel (231 m)        | Kaffelsteintunnel (231 m)        |
| Brücke über Wasserlauf (Strecke außer Betrieb) | 35,500                        | Mainbrücke Wertheim (178 m)      | Mainbrücke Wertheim (178 m)      |
| Tunnel (Strecke außer Betrieb) | 35,600                        | Schlossbergtunnel (626 m)        | Schlossbergtunnel (626 m)        |
| Brücke über Wasserlauf (Strecke außer Betrieb) |                               | Tauber                           | Tauber                           |
| Abzweig ehemals geradeaus und von links |                               | von Lauda                        | von Lauda                        |
| Bahnhof | 37,120                        | Wertheim                         | Wertheim                         |
| Strecke |                               | nach Miltenberg West             | nach Miltenberg West             |
| |                               |                                  |                                  |
| Quellen: |                               |                                  |                                  |

Die Bahnstrecke Lohr–Wertheim, auch als Ostspessartbahn bekannt, ist eine Nebenbahn in Bayern und Baden-Württemberg. Sie verlief größtenteils entlang dem Main von Lohr Bahnhof an der Bahnstrecke Würzburg–Aschaffenburg nach Wertheim, wo Anschluss an die Bahnstrecken nach Miltenberg und nach Lauda bestand. Die Strecke wurde 1881 in Betrieb genommen und in den 1980er und 1990er Jahren bis auf den verbliebenen Abschnitt Lohr Bahnhof–Lohr Stadt stillgelegt und abgebaut.

## Geschichte

### Inbetriebnahme und Verkehr
Der Betrieb der 37,1 Kilometer langen Strecke wurde am 1. Oktober 1881 durch die Königlich Bayerischen Staats-Eisenbahnen aufgenommen, 1,6 Kilometer der Strecke lagen auf badischem Gebiet. Jedoch wurde die Verbindung bereits 1885 von der bayerischen Eisenbahnverwaltung als eine der am schlechtesten frequentierten Strecken ihres Netzes bezeichnet, was sich auch in den nachfolgenden Jahrzehnten nicht wesentlich änderte.
In den Jahren nach dem Zweiten Weltkrieg begann ein großer Teil der Züge bereits in Gemünden, einige fuhren auch über Wertheim hinaus bis Miltenberg durch. Einen Aufschwung im Güterverkehr nahm die Strecke ab 1959 für etwa zehn Jahre zur Versorgung der Autobahnbaustellen der Bundesautobahn 3 und für Transporte vom Kieswerk Faulbach zu den Baustellen der Bundesautobahn 7.

### Stilllegung und Rückbau
Der Personenverkehr wurde zwischen Lohr Stadt und Wertheim am 30. Mai 1976 eingestellt, der Abschnitt Lohr Bahnhof–Lohr Stadt folgte am 22. Mai 1977. Der Güterverkehr zwischen Lengfurt-Trennfeld und Wertheim wurde am 26. Mai 1979, zwischen Lohr Stadt und Lengfurt-Trennfeld am 29. September 1991 eingestellt. Die Strecke ist dort 1980/81 bzw. 1993 abgebaut worden.

### Verbliebener Güterverkehr nach Lohr Stadt
Im Abschnitt Lohr Bahnhof–Lohr Stadt wird heute noch Güterverkehr, vor allem zur Versorgung der dortigen Glashütte der Gerresheimer Lohr GmbH (ehemals Spessart Glas), durchgeführt.

### Mögliche Wiederaufnahme des Personenverkehrs nach Lohr Stadt

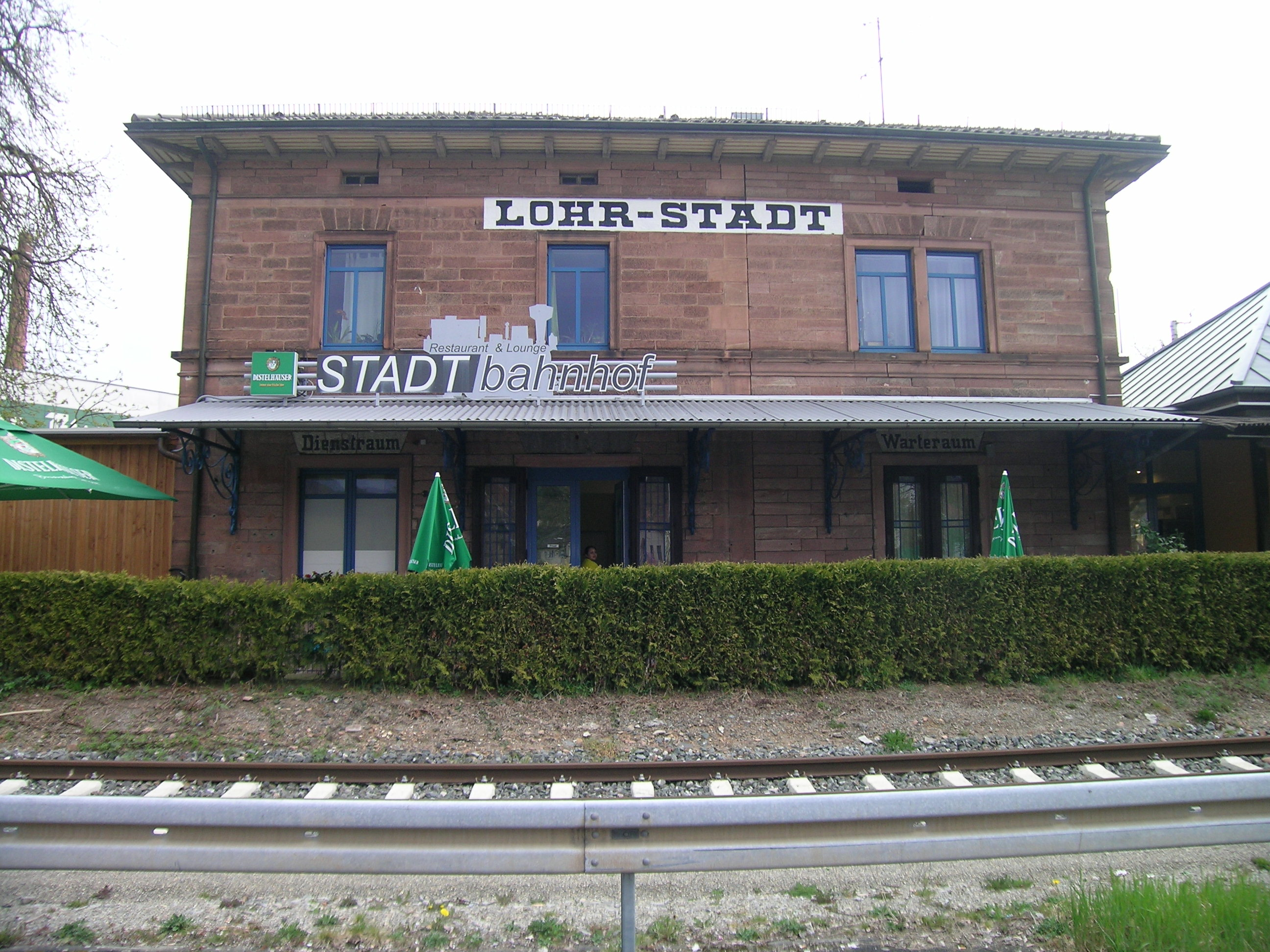
Bahnhof Lohr Stadt

Die Wiederaufnahme des Personenverkehrs auf dem Abschnitt Lohr Bahnhof – Lohr Stadt wird diskutiert. Im Nahverkehrsplan des Landkreises ist diese Maßnahme enthalten.
Im Zielfahrplan des Deutschland-Takts ist eine stündliche Regionalbahn von Lohr Stadt über Würzburg nach Marktbreit vorgesehen. Ende Februar 2022 stellte die Bayerische Eisenbahngesellschaft in einer Potenzialanalyse fest, dass die Reaktivierung bis Lohr Stadt ein Fahrgastpotential von 1560 Personenkilometern pro Kilometer Streckenlänge aufweist und damit das erste von vier Reaktivierungskriterien erfüllt ist.

## Streckenbeschreibung

### Betriebsstellen

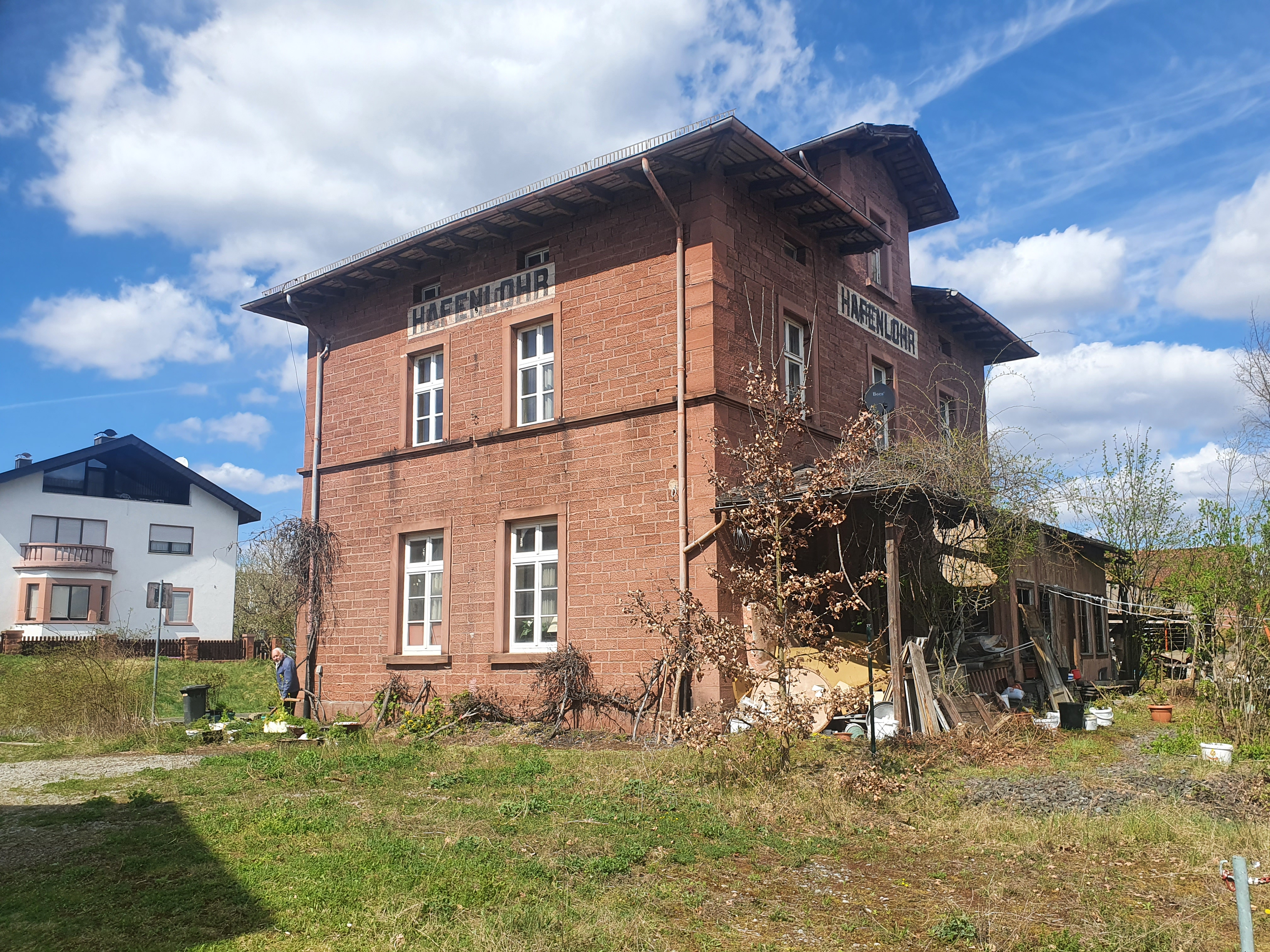
Der ehemalige Bahnhof in Hafenlohr, inzwischen in Privatbesitz

#### Deckenbaubahnhof Bettingen
Bei der Wertheimer Ortschaft Bettingen bestand während des Baus der Bundesautobahn 3 bei Kilometer 30,4 ein so genannter „Deckenbaubahnhof“ an der Bahnstrecke. Dort wurde in Ganzzügen Baumaterial für die Autobahn angefahren, die in einen Tiefbunker an einem Anschlussgleis gekippt wurden.

### Kunstbauwerke
Die drei Tunnel der Bahnstrecke – der Bettingbergtunnel, der Kaffelsteintunnel und der Schlossbergtunnel Wertheim – wurden 1980/81 verschlossen. Der Bettingbergtunnel diente der Daimler-Benz AG nach Stilllegung der Strecke eine Zeit lang für Versuche mit dem Spurbus.

Tunnel der Bahnstrecke Lohr–Wertheim
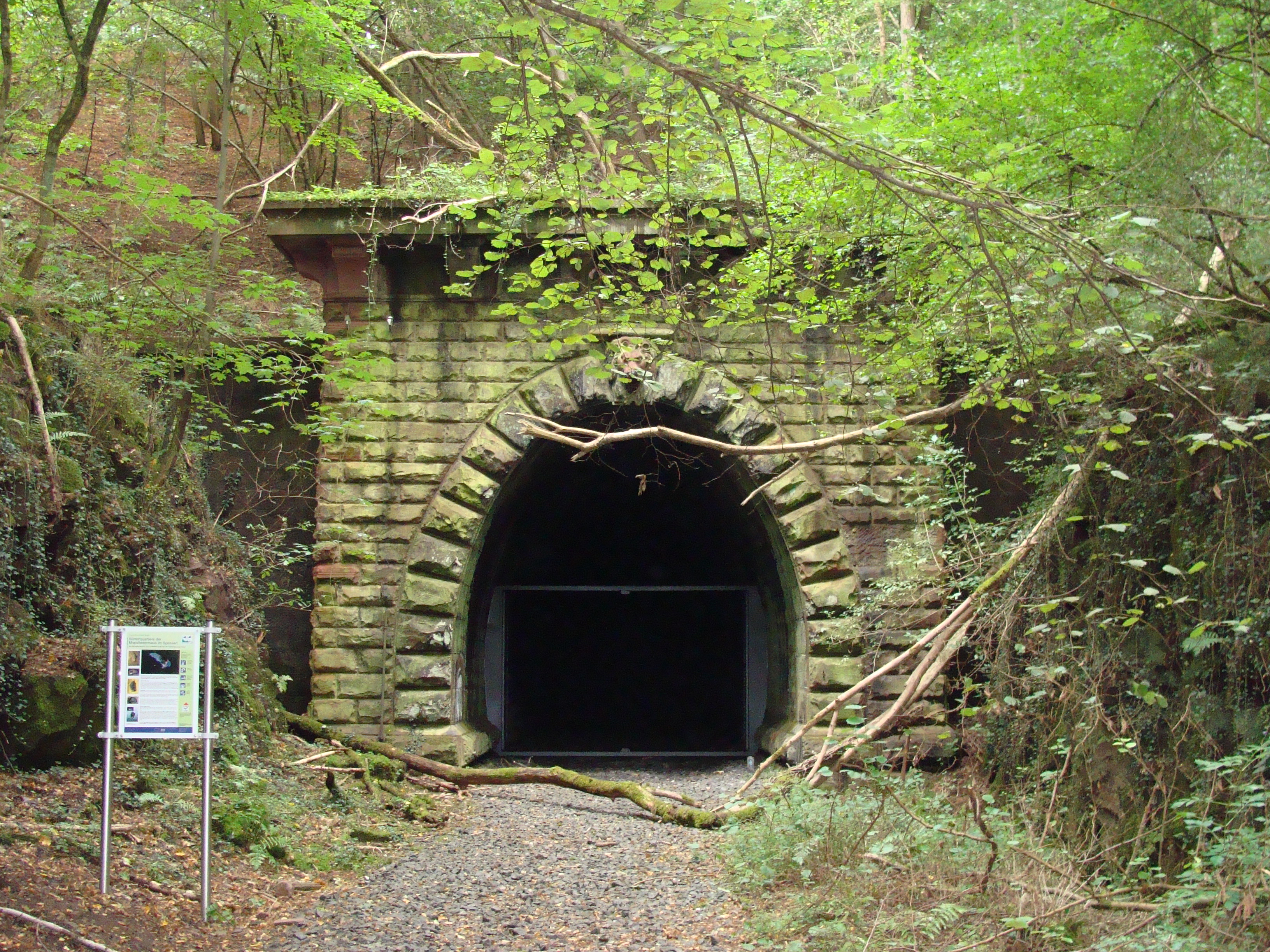
Bettingbergtunnel (Osteingang)
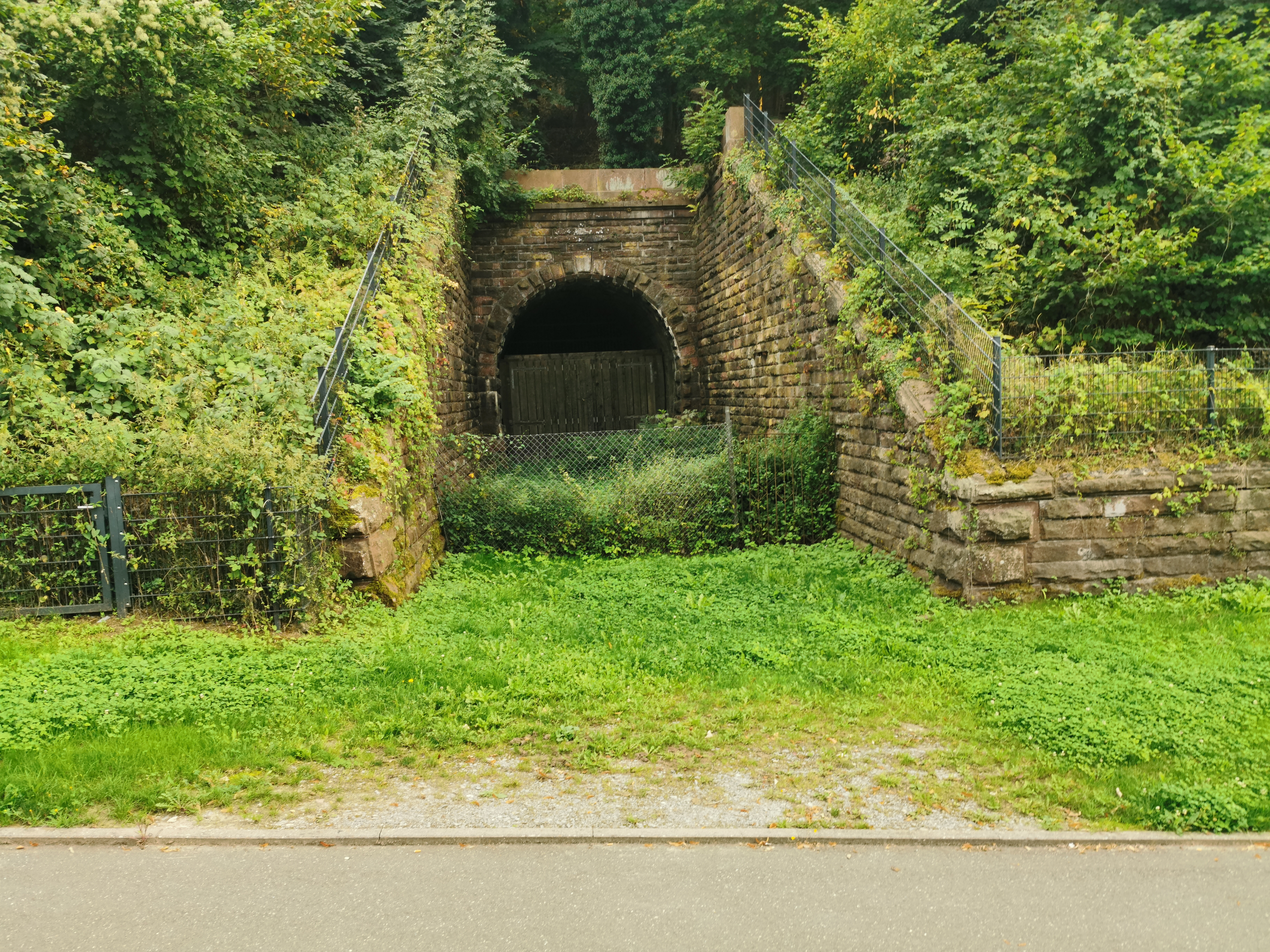
Schlossbergtunnel Wertheim (Nordeingang)

Die Eisenbahnbrücke über den Main von Kreuzwertheim nach Wertheim wurde 1984 demontiert und 175 Kilometer weiter mainaufwärts bei Schweinfurt an der Bahnstrecke Kitzingen–Schweinfurt installiert. Die Eisenbahnbrücke über die Tauber in Wertheim wurde stillgelegt.

Brücken der Bahnstrecke Lohr–Wertheim
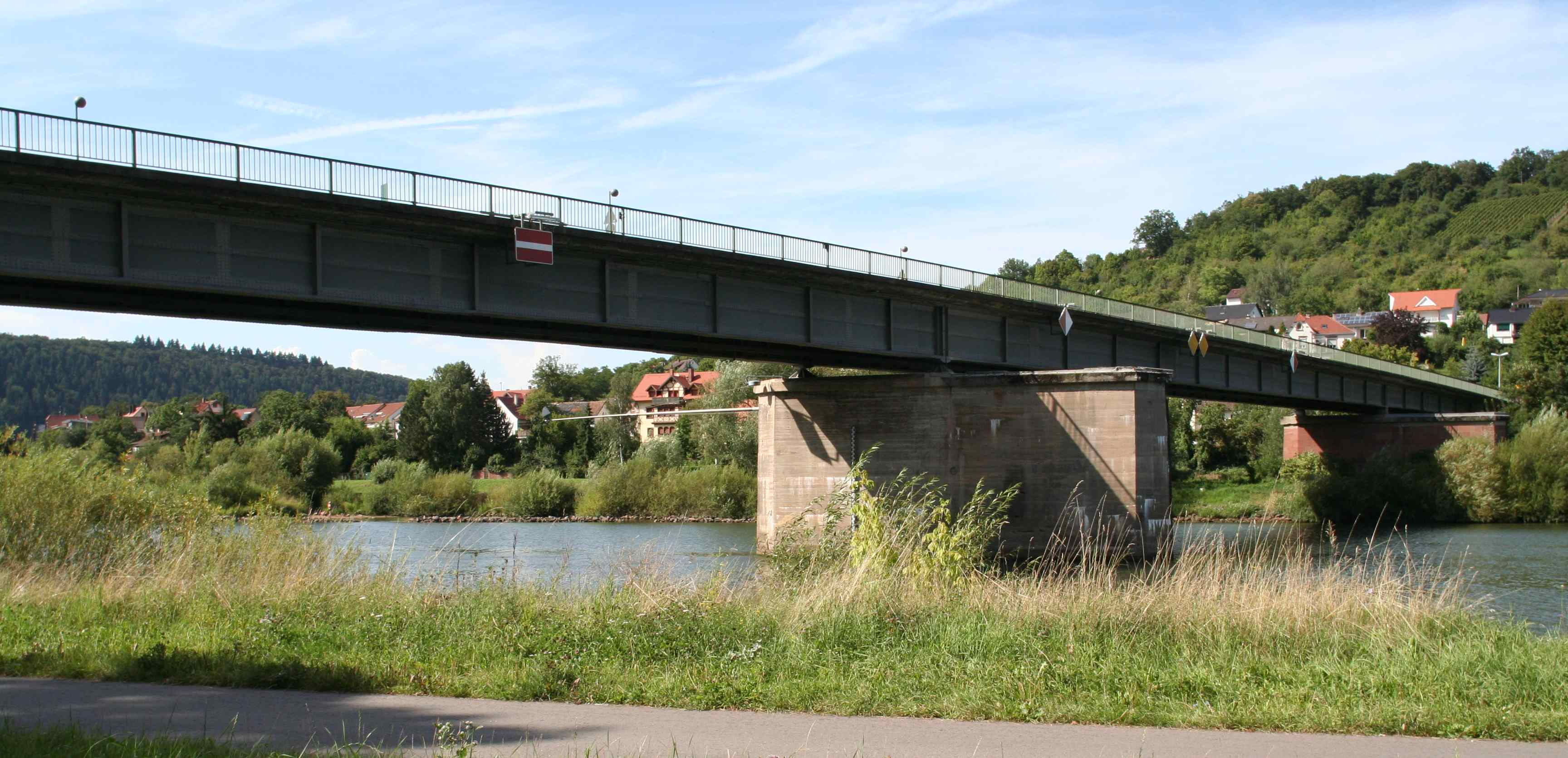
Mainbrücke Wertheim (Ansicht Ostseite, ohne Eisenbahnbrückenüberbau)
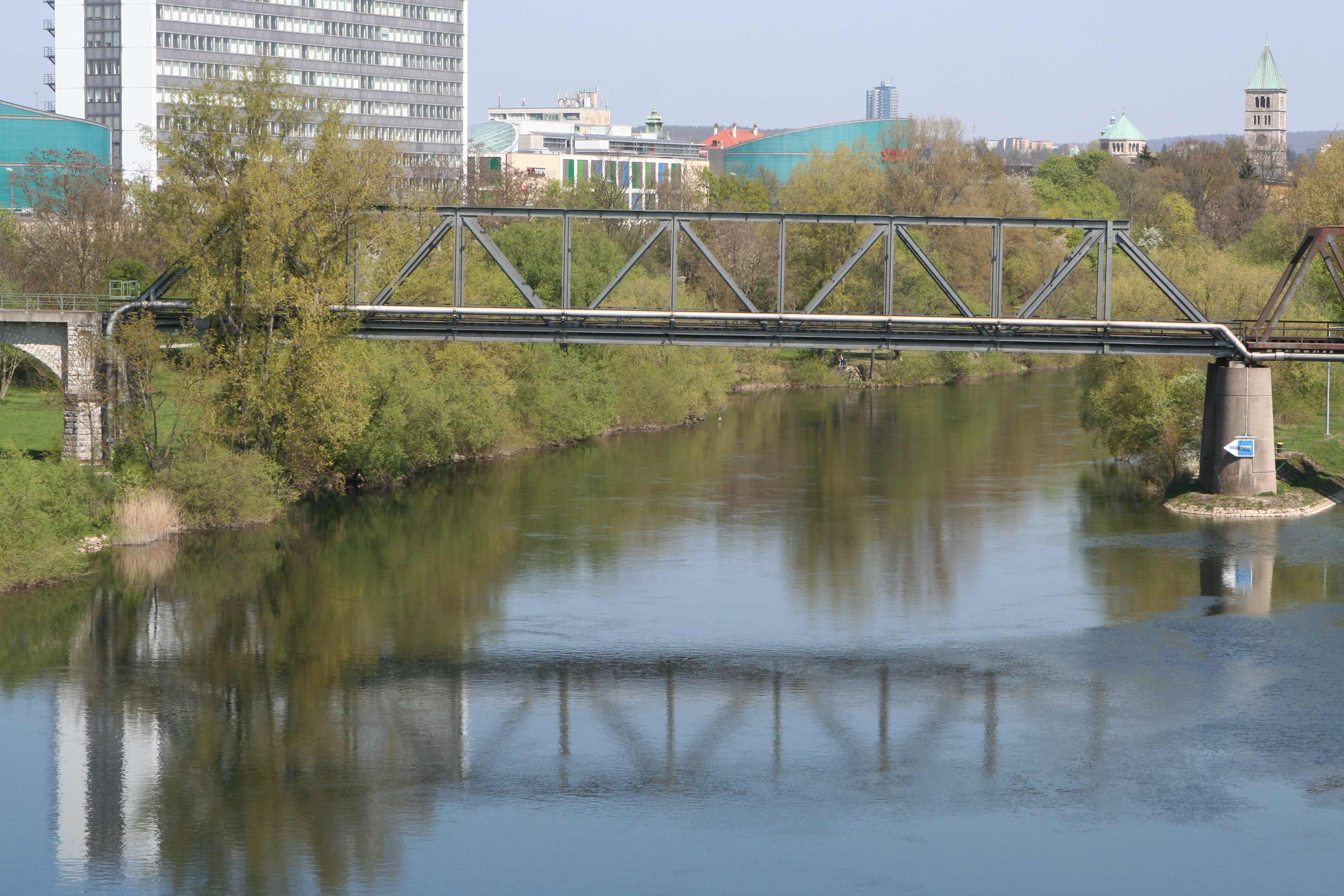
Alter Eisenbahnbrückenüberbau, seit 1984 in Schweinfurt
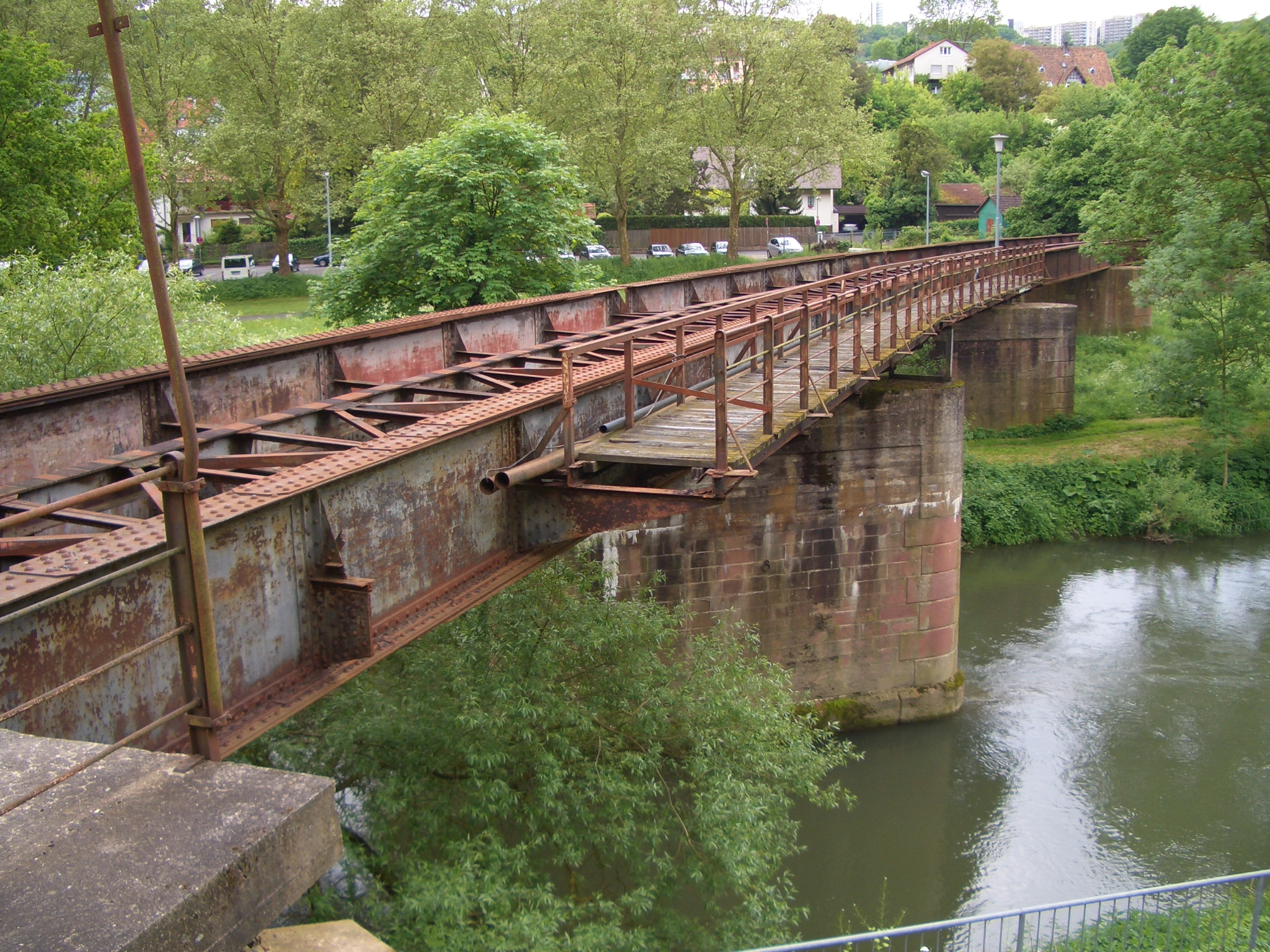
Tauberbrücke Wertheim